# Pyrrhoglossum lilaceipes
Pyrrhoglossum lilaceipes är en svampart som beskrevs av Singer 1962. Pyrrhoglossum lilaceipes ingår i släktet Pyrrhoglossum och familjen spindlingar.   Inga underarter finns listade i Catalogue of Life.